# Frottage (arte)
El frottage (del francés frotter, 'frotar') es una técnica artística que consiste en frotar un lápiz sobre una hoja colocada sobre un objeto, consiguiendo una impresión de la forma y textura de ese objeto. Se puede hacer también con lápices de colores, o pintar sobre el primer esbozo. Fue ideado por el pintor surrealista Max Ernst en 1925.
Esta técnica se basa en reproducir la textura de diferentes objetos con resultados en muchos casos sorprendentes sobre el papel; por ejemplo: una moneda, una hoja seca de árbol, etcétera; frotando con una barra de color, un lápiz de grafito o de colores, con ceras, u otros materiales que permitan atrapar la textura en la hoja de papel.
En la pintura de Max Ernst las formas de puntos o pequeñas manchas se han aplicado con frottage, aplicando una textura de ese tipo llena de pintura, lo cual hace que sólo se haya manchado con la textura sobresaliente en forma de puntos.
Las pinturas y dibujos de Max Ernst, a quien se atribuye la invención de esta técnica sirven como buen ejemplo de aprovechamiento y desarrollo de esta técnica.

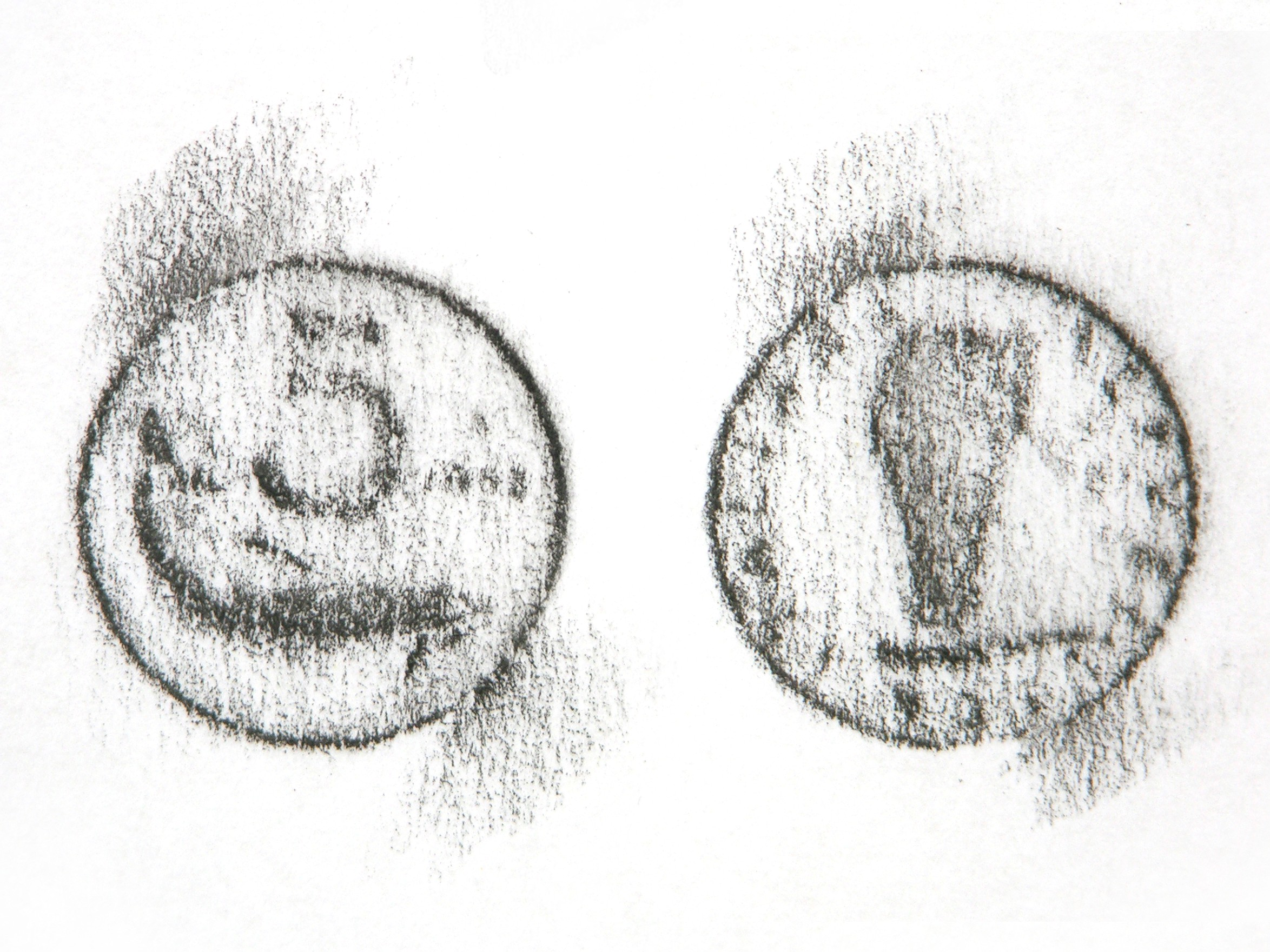
Frottage de una moneda.
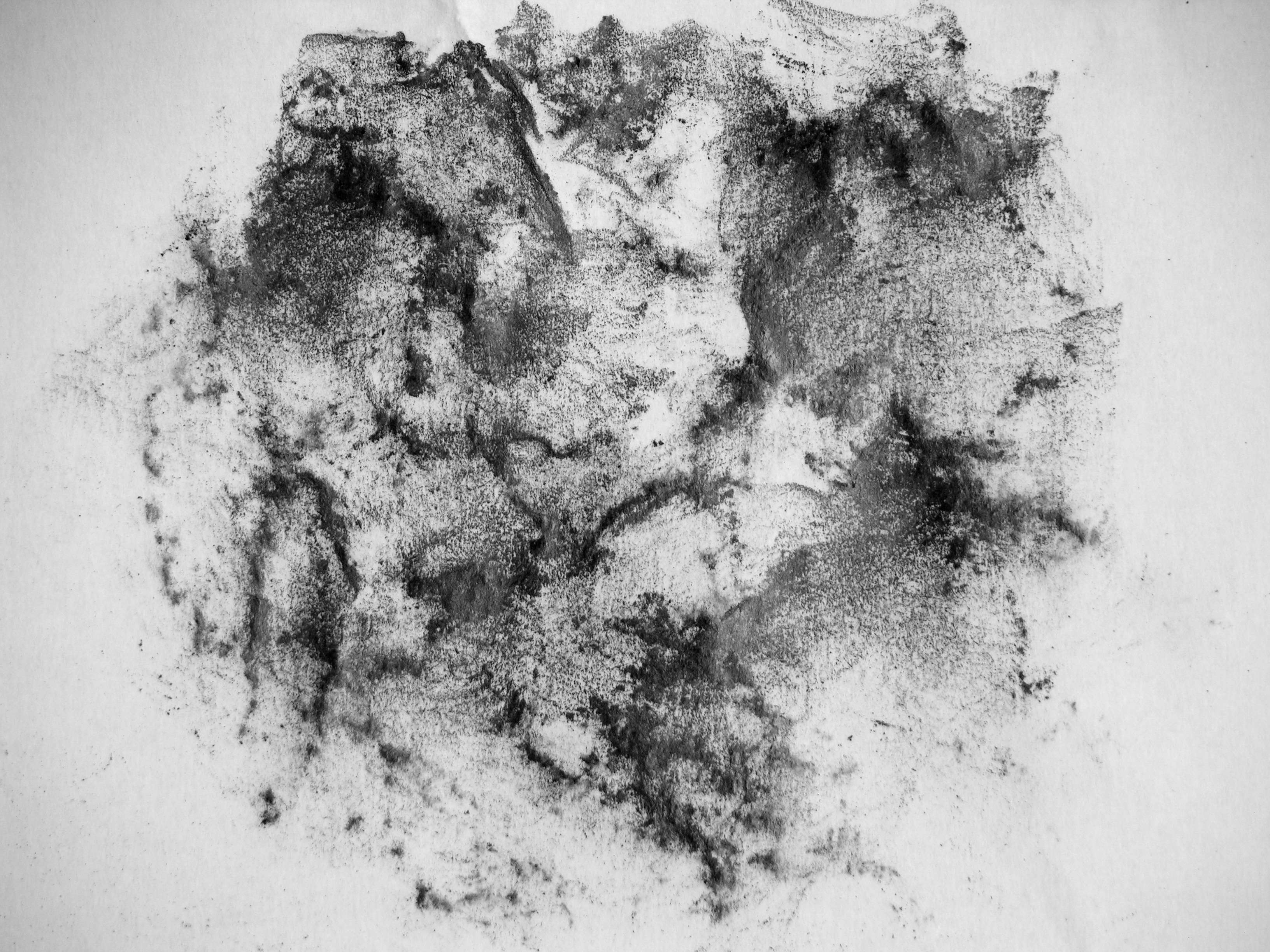
Frottage de una piedra.
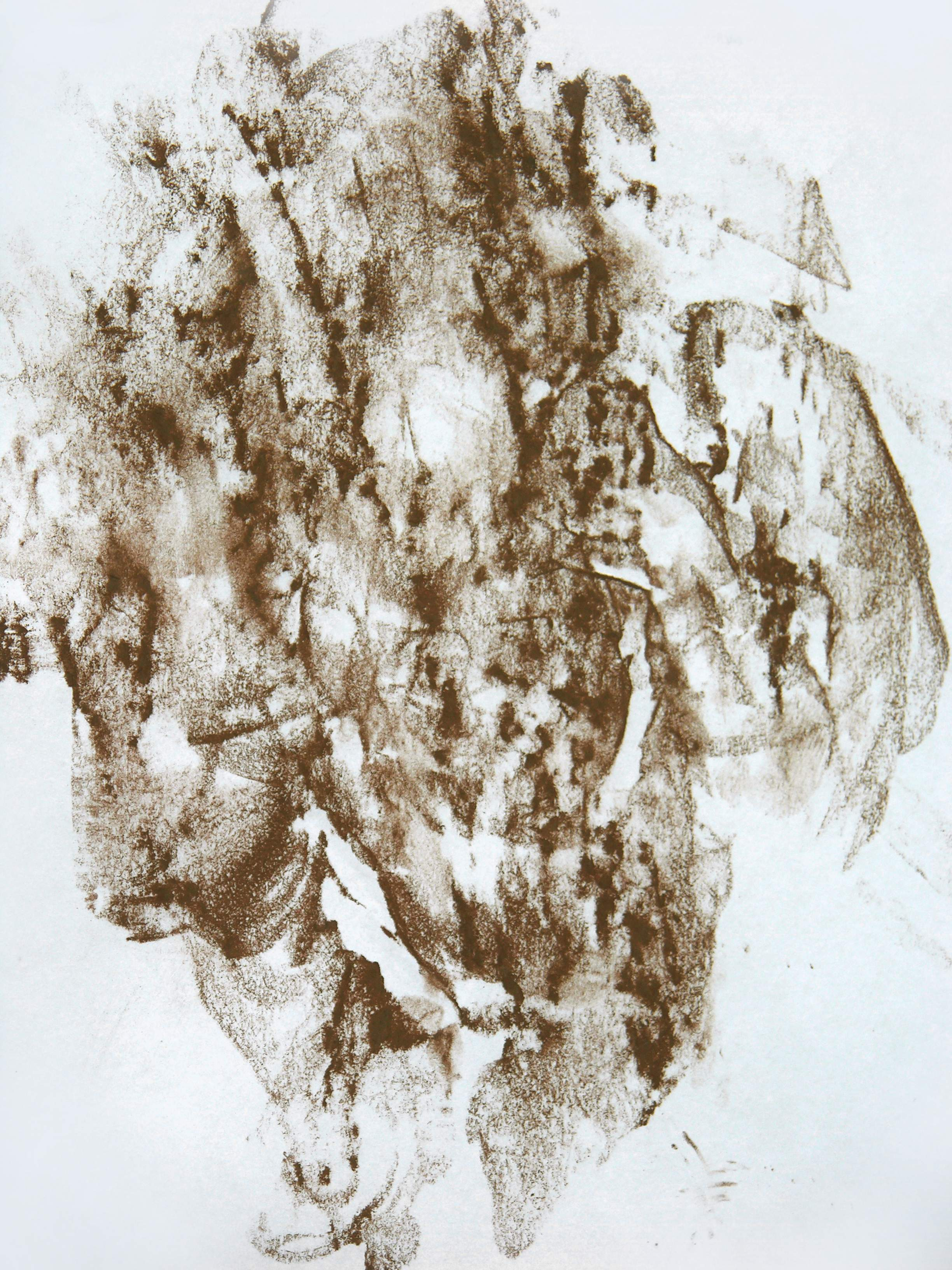
Frottage de una corteza.